# Parafia Zmartwychwstania Pańskiego w Warszawie
Parafia Zmartwychwstania Pańskiego w Warszawie – parafia rzymskokatolicka należąca do dekanatu praskiego, diecezji warszawsko-praskiej, metropolii warszawskiej Kościoła katolickiego, znajdująca się w Warszawie. Obsługiwana przez księży diecezjalnych.

## Historia
Parafia została erygowana w 1919 roku. W tym samym roku wzniesiono kościół parafialny Zmartwychwstania Pańskiego.